# Kabupaten Aceh Singkil
Kabupaten Aceh Singkil är ett kabupaten i Indonesien.   Det ligger i provinsen Aceh, i den västra delen av landet, 1 400 km nordväst om huvudstaden Jakarta. Antalet invånare är 103 711.